# Čehoslovačka rukometna reprezentacija
Čehoslovačka rukometna reprezentacija predstavljala je državu Čehoslovačku u športu rukometu.

## Nastupi naOI
- prvaci:
- doprvaci: 1972.
- treći:

## Nastupi naSP
- prvaci: 1967.
- doprvaci: 1958., 1961.
- treći: 1954., 1964.

## Nastupi naEP
Nije sudjelovala, jer se država podijelila prije nego što su se europska prvenstva počela održavati.